# Časová osa ve Star Treku
Časová osa ve Star Treku je soupis fiktivní kanonické historie Star Treku, kterou tvoří pět hraných seriálů, jeden animovaný seriál a 13 celovečerních filmů.

## Před miliardami let

### Před 16 miliardami let
- Vesmír je formován a začíná se rozpínat následkem destabilizace molekul Omega. Tento proces později vědci označují jako velký třesk. (Směrnice Omega)

### Před 5 miliardami let
- Narození ženy Q.

### Před 4,5 miliardy let
- Strážce věčnosti byl dotázán na poslední otázku do doby, než se jej znovu zeptali kapitán James T. Kirk a Spock roku 2267. (Město na pokraji věčnosti)
- Jedna z nejstarších známých humanoidních ras rozsila svou kódovou informaci DNA v oceánech mnoha světů, čímž dala základ vývoji Pozemšťanů, Vulkánců, Klingonů a mnoha dalších. (Závod)

### Před 3,5 miliardy let
- Na Zemi začínají aminokyseliny vytvářet jako součást vzniku života na planetě první proteiny. (Všechno dobré...)

### Před 1 miliardou let
- Galaxii Mléčná dráha ovládá civilizace známá jako Otrokáři, která posléze zaniká v zuřivých válkách. (Zbraň Otrokářů)

## Před miliony let

### Před 65 miliony let
- Do Země naráží velký asteroid, který téměř likviduje veškerý život na povrchu planety.
- Ještě před nárazem opouští Zemi vyvinutá rasa dinosaurů, označující se později za Vothy, aby hledali nový domov. (Vzdálený původ)

## Před statisíci a desetitisíci lety

### Před 600 000 lety
- Sargonové kolonizují Galaxii. Jejich kolonisté zapříčinili nebo ovlivnili rozvoj inteligence bytostí na planetě Vulkán. (Návrat k zítřku)
- Tkonské impérium se hroutí. (Nejzazší výspa)

### Před 500 000 lety
- Na planetě Bajor začíná vzkvétat civilizace. (Podporučík Ro)
- Druh Sargonů je ničen ohromnou občanskou válkou, když se naruší atmosféra jejich planety. Přežívá pouze několik jedinců, kteří se ukrývají v jeskyních. (Návrat k zítřku)

### Před 200 000 lety
- Vyspělá civilizace Ikonianů je ničena při orbitálním bombardování planety. (Nákaza, Až do smrti)
- Borgové od tohoto momentu začínají evoluci v kybernetické bytosti. (Kdo je Q)

### Před 45 000 lety
- Rasa známá jako Poslové z nebes přistává na Zemi a ovlivňuje vývoj indiánů. (Tetování)

### Před 28 000 lety
- Na Zemi vymírají neandertálci. (Drahý doktore...)

### Před 10 000 lety
- Fabriniové opouští na asteroidu známém jako Yonada svou planetu poté, co jejich slunce přešlo v novu. (Neboť svět je dutý a já se dotkl nebe)
- Bajorané objevují první z devíti Orbů. (Poslání)
- Ferengové objevují měnu a ustanovují koncept pravidel zisku. (Little Green Men)

## Před tisíc lety

### Před 6000 lety
- Lidé na Zemi vynalézají vězeňský systém. (Dýka v mysli)
- Zhruba 4000 let př. n. l. unáší neznámá mimozemská rasa několik jedinců, jejichž potomkem je agent Garry 7. (Místo přidělení: Země)

### Před 5000 lety
- Zhruba 2600 let př. n. l. staví Egypťané pyramidové pole v Gíze. (Studená fronta)

### Před 3000 lety
- Zhruba 850 let př. n. l. staví Vulkánci chrám P'Jem. (Andoriánský konflikt)
- 214 let př. n. l. je zahájena stavba Velké čínské zdi. (Minuta před půlnocí)

## První tisíciletí našeho letopočtu

### 4. století
- Obyvatelé planety Vulkán začínají hrozivou a zničující válku s použitím jaderných zbraní. (Rovnováha hrůzy, Čas amoku, Všechny naše včerejšky, Gambit)
- Začíná Surakovo obrození, které vede Vulkánce cestou míru a bez emocí. (Čas amoku, Gambit)
- Část Vulkánců, kteří nechtějí následovat Surakovo učení, opouští Vulkán a osídluje několik planet v Beta kvadrantu. Později jsou známí jako Romulané. (Čas amoku, Případ Enterprise, Gambit)
- Jem'Hadarové začínají fungovat jako bojové složky Dominionu.

### 9. století
- Kahless sjednocuje Klingony a stanovuje řád válečníků, který je respektován do současnosti. (Právoplatný dědic, The Sword of Kahless)

## Druhé tisíciletí našeho letopočtu

### 13. století
- Je ustanoven Elysiánský koncil v deltském trojúhelníku. (Zajatci času)
- Obyvatelé Megas Tu opouští svoji dimenzi za účelem vyhledávání společnosti, kterou nachází na Zemi. (Mágové Megas Tu)
- Lidstvo sestavuje mechanické hodiny, ačkoliv používá ještě kuše jako střelné zbraně. (Past)

### 14. století
- Qo'noS, domovská planeta Klingonů, je napadena rasou označovanou jako Hur'qové, kteří odnášejí mnoho relikvií včetně Khalessova meče.

### 15. století
- Johannes Gutenberg zahajuje v roce 1455 první masivní tisk knih. (Rekviem za Metuzaléma)

### 16. století
- Bajorané vyvíjejí solární hvězdné lodě pro prozkoumání blízkého vesmíru. (Průzkumníci)

### 17. století
- Mágové z Megas Tu jsou podrobeni na Zemi při Salemském čarodějnickém případu v Massachusetts. (Mágové Megas Tu)

### 19. století
- Je založena Cardasijská unie a Obsidiánský řád. (Defiant)
- Bytost Redjac, jako Jack Rozparovač, zabíjí v Londýně sedmnáct žen. (Vlk v ovčíně)
- Začátkem 90. let se Guinan přemisťuje na Zemi. (Šíp času)

### 20. století
V tabulkách jsou kurzívou psány události odehrávající se v alternativních realitách.
| Rok  | Událost | Epizoda                   |
| ---- | --- | ------------------------- |
| 1916 | Lenin je zavražděn a vraha se nepodařilo vystopovat. Vražda hrála svou roli v časové válce. | Bouřková fronta           |
| 1930 | V této době se objevuje na Zemi za pomoci Strážce věčnosti doktor Leonard McCoy, který je pod dávkou kodrazinu nebezpečný pro možnou změnu historie. Vydávají se za ním kapitán Kirk a pan Spock, aby jej přivedli zpět.                                                                           | Město na pokraji věčnosti |
| 1930 | Na krátkou dobu se v tomto období objevují Miles O'Brien a Kira Nerys při snaze najít ostatní členy, kteří se ztratili v čase. | Minulý čas                |
| 1932 | Entita Redjac zabíjí dalších 7 žen v Číně. | Vlk v ovčíně              |
| 1937 | Briariové unáší ze Země skupinu lidí a odváží je do Delta kvadrantu, aby jim sloužili jako otroci. | Sedmatřicátníci           |
| 1941 | V alternativní realitě zvyšuje Edith Keelerová vliv svého pacifistického hnutí. To ovšem vyústí v opožděný vstup USA do událostí druhé světové války. Nacistické Německo tak má dost času pro vývoj jaderné zbraně, která nakonec přikloní výhru na jejich stranu.                                 | Město na pokraji věčnosti |
| 1944 | Nacistické Německo ovládá část Spojených států, včetně New Yorku a to především díky záhadné vraždě Lenina roku 1916 a pomoci Na'kuhla Voska z 29. století. Pro zabránění těmto událostem cestuje do stejného roku kapitán Jonathan Archer s časovým agentem Danielsem.                            | Bouřková fronta           |
| 1947 | 2. července havaruje nedaleko městečka Roswell ferengská loď s Nogem, Quarkem a Odem na palubě a dá tak vzniknout známému incidentu s UFO. Nakonec se všem daří uniknout a armáda udává, že spatřené plavidlo byl ve skutečnosti meteorologický balón.                                             | Little Green Men          |
| 1957 | 4. října je na orbitu planety Země vypuštěn Sputnik 1 coby první umělý satelit. Tuto událost sleduje vulkánská loď, která ale následně havaruje nedaleko městečka Carbon Creek v USA. Přežívají 3 členové posádky včetně T'Mir (babičky T'Pol).                                                    | Carbon Creek              |
| 1958 | T'Mir společně s dalším Vulkánce je vyzvednuta záchrannou lodí. Poslední člen posádky se rozhoduje na Zemi zůstat. | Carbon Creek              |
| 1958 | Oficiálně lidstvo objevuje suchý zip, avšak tento vynález získává jeden z obchodníků v Carbon Creek od T'Mir. | Carbon Creek              |
| 1961 | Prezident John F. Kennedy pronáší později známou frázi o úkolu dostat se na Měsíc. | Klec                      |
| 1967 | Federační časoprostorová loď Aeon havaruje v oblasti Kalifornie. Kapitán Braxton již nedokáže zabránit, aby se lodi zmocnil mladý Henry Starling. Starling její technologii využívá pro založení společnosti Chronowerx a začíná tak na Zemi rozvoj mikroprocesorové technologie a tím i počítačů. | Konec budoucnosti         |
| 1967 | Krátce se v tomto roce objevují O'Brien a major Kira (obdobně jako v roce 1930), když pátrají v čase po dalších členech posádky. | Minulý čas                |
| 1968 | Z raketové základny McKinley v USA je vypuštěna testovací orbitální střela s nukleární hlavicí. Během testu dojde k několika selháním a hlavice nakonec exploduje nedaleko Asie. | Místo přidělení: Země     |
| 1968 | Garry Seven (potomek unesených před 4000 lety) je vyslán neznámou rasou, aby sabotoval systémy USA, a doslova tak vystrašil lidstvo před dalšími testy jaderných zbraní. | Místo přidělení: Země     |
| 1968 | USS Enterprise se vrací časovým warpem, aby sledovala historickou událost vypuštění testovací střely. | Místo přidělení: Země     |
| 1969 | Henry Starling představuje na Zemi první isogradovaný obvod. | Konec budoucnosti         |
| 1969 | Loď USS Enterprise se dostává nechtěně na orbitu Země, kde je spatřena vyslaným letounem, který pilotuje kapitán Christopher z letectva USA. Ten pořizuje i záznam UFO, ale je později ochoten posádce kapitána Kirka pomoci tuto událost zahladit.                                                | Zítra bude včera          |
| 1974 | Bytost Redjac zabíjí na Zemi v Kyjevě dalších 5 žen. | Vlk v ovčíně              |
| 1986 | Admirál James Kirk s klingonskou lodí a svojí posádkou vstupuje do tohoto času, aby získal kytovce, kteří by byli schopni v roce 2286 odpovědět sondě, jež ničí Zemi. Zpět do budoucnosti je přepravena i jedna civilistka z roku 1986.                                                            | Star Trek IV: Cesta domů  |
| 1992 | Khan Noonien Singh nabývá moci na Blízkém východě. | Vesmírné sémě             |
| 1993 | Na Zemi začínají eugenické války. Khan ovládá již přes 40 zemí světa a stává se krutovládcem tyranizující zhruba čtvrtinu populace Země. | Vesmírné sémě             |
| 1994 | Na Zemi je velmi populárnější kryonika a řada lidí se nechává unést sloganem „Nech se zamrazit teď, uzdraví tě později“. Kryonický satelit s Clare Raymondovou, Ralphem Offenhousem a „Sonny“ Clemondsem se však odchyluje z orbity do volného vesmíru.                                            | Neutrální zóna            |
| 1996 | Eugenické války pomalu končí porážkou geneticky upravených lidí. Khan a skupinka zhruba 60 jeho nejvěrnějších opouštějí Zemi v lodi SS Botany Bay v hybernačních komorách. | Vesmírné sémě             |
| 1996 | USS Voyager se objevuje u Země po konfliktu s časoprostorovou lodí Federace USS Aeon z 29. století. | Konec budoucnosti         |
| 1997 | Lidstvo vysílá na Mars první lunární rover. | Terra I                   |
| 2000 | Shannon O'Donnellová přesvědčuje Henryho Janewaye, aby odprodal svůj obchod s knihami a umožnil tak započít stavbu Brány tisíciletí. | Minuta před půlnocí       |

## Třetí tisíciletí našeho letopočtu

### 21. století
| Rok  | Událost | Epizoda                      |
| ---- | --- | ---------------------------- |
| 2001 | 1. ledna je zahájena stavba Brány tisíciletí | Minuta před půlnocí          |
| 2002 | NASA vypouští první mezihvězdnou sondu Nomad | Podvrženec                   |
| 2012 | V americkém státě Indiana je dokončena Brána tisíciletí. Kilometr vysoká stavba pokryta vysoce účinnými solárními panely, které pomáhají vytvářet vlastní vnitřní biosféru a ekosystém. Technologie vyvinuté při stavbě byly následně využité pro první kolonii na Marsu.                                                                     | není                         |
| 2018 | Symbiont Dax se narodil na planetě Trill | není                         |
| 2020 | Spojené státy zavádějí uzavřená centra pro bezdomovce a lidi bez práce. | není                         |
| 2024 | Chybou transportéru se do tohoto roku přenese Benjamin Sisko, dr. Julian Bashir a Jadzia Dax. Sisko a Bashir jsou chyceni a umístěni v centru pro bezdomovce, kde příčinou jejich přítomnosti násilnou smrtí umírá Gabriel Bell, který v historii sehrál roli osvoboditele lidí z center. Sisko, aby zachránil chod dějin, převzal jeho roli. | Minulý čas, Little Green Men |
| 2026 | Na zemi začíná třetí světová válka. Rozporem je především pokrok genetického inženýrství a s tím spojený trend vylepšování lidí. Přes mnoho účastníků války za zmínku stojí plukovník Phillip Green. Jeho počínání má za následek 37 milionů mrtvých.                                                                                         | není                         |
| 2030 | Pozemský průmysl je na úrovni vývoje, které Vulkánci označují jako třída G. | Spockův mozek                |
| 2032 | Na Zemi se narodil Zefram Cochrane, vynálezce warp pohonu. | Proměna                      |
| 2032 | První lidská výprava na Mars vedená poručíkem Johnem Kelleym. Na orbitě Marsu bylo plavidlo Ares IV vtaženo do gravitační elipsy. Zbývající dva členové výpravy museli být z planety odvezeni při záchranné misi. I přes tuto událost přispěl Ares IV k prozkoumávání blízkého vesmíru člověkem.                                              | Malý krok                    |
| 2033 | Na americkou vlajku přibývají další dvě hvězdy, jejich počet se tak zvyšuje na 52. | Hotel Royale                 |
| 2036 | Na Zemi se dostává do běžného provozu vznášedlové auto neboli hovercar. | Sedmatřicátníci              |
| 2037 | 23. června je vypuštěna ze Země loď Charybdis, které velí plukovník Stephen G. Richey. Charybdis je v pořadí třetí objekt určený pro cestu mimo sluneční soustavu. | Hotel Royale                 |
| 2040 | Televize na Zemi začíná ztrácet z pozice hlavního zábavního média. | Neutrální zóna               |
| 2044 | Pozemská loď Charybdis doráží do systému Theta 116, kde neznámá rasa vytvoří pro plukovníka Richeyho prostředí podle knihy Hotel Royale, kterou měl u sebe. Charybdis je zničena na orbitě planety Theta 116 VII. | Hotel Royale                 |
| 2048 | Miles O'Brien a Kira Nerys se objevují v tomto roce při pátrání po zmizelých členech stanice Deep Space Nine. | Minulý čas                   |
| 2053 | Třetí světová válka končí. 600 milionů lidí je mrtvých, velká města jsou zničena a vlády nefungují po celé Zemi. | Star Trek: První kontakt     |
| 2063 | 4. dubna se objevuje u Země borgská koule, která ostřeluje povrch planety. Ta je záhy zničena USS Enterprise-E, která se dostala do tohoto času spolu s Borgy. Kapitán Picard se potřebuje ujistit, že Zefram Cochrane je naživu a Phoenix nepoškozen. Posádka se setká s Cochranem a pomáhá mu v přípravách na start Phoenixe.               | Star Trek: První kontakt     |
| 2063 | 5. dubna Zefram Cochrane za doprovodu Williama Rikera a Geordiho La Forge úspěšně překonává v raketě Phoenix rychlost světla. To má za následek přistání vulkánské hvězdné lodi, která poblíž podnikala průzkum a všimla si překonání warpu Pozemšťany. Lidstvo zjišťuje, že není ve vesmíru samo. Na Enterprise-E je zničena královna Borgů. | Star Trek: První kontakt     |
| 2063 | Zefram Cochrane zabil prvního Vulkánce, který vstoupil na planetu Zemi. | V zemi za zrcadlem           |
| 2064 | Zefram Cochrane přednáší na univerzitě v Princetownu o prvním kontaktu s mimozemskou rasou. | Regenerace                   |
| 2064 | Lidstvo vysílá první loď s warp pohonem za účelem prozkoumávání vesmíru. | Kam se dosud nikdo nevydal   |
| 2065 | Sonda SS Valiant opouští Zemi | Kam se dosud člověk nevydal  |
| 2066 | Malá skupinka lidí Ba'ku opouští svůj solární systém, aby hledali mírumilovné místo pro život bez válek, násilí a ničivých technologií. | Star Trek: Vzpoura           |
| 2067 | Lidé vysílají do vesmíru sondu Friendship 1 s nahraným pozdravem pro cizí rasy a zásobou dobových technologií včetně návodu pro výrobu warp pohonu. | Friendship jedna             |
| 2069 | Kolonizační loď SS Conestoga opouští Zemi za účelem kolonizace planety Terra Nova | Terra I                      |
| 2069 | Klingonský císař umírá bez následovníka. To má za následek, že klingonská vysoká rada se od tohoto momentu ujímá vlády nad Klingonskou říší. | Právoplatný dědic            |
| 2069 | Končí poslední ozbrojený konflikt mezi lidmi a Kzinty. Vítězstvím lidí musí Kzinti přijmout omezující nařízení, jako zákaz nošení phaserů. | Zbraň Otrokářů               |
| 2070 | Skupinka severoamerických indiánů opouští Zemi hledat nový domov. Zhruba po 180 letech jej nachází na planetě Dorvan V, nedaleko cardasijských hranic. | není                         |
| 2072 | Bytost označující se jako Suspiria odvádí na 2000 Ocampů z jejich planety za účelem hledání „více zajímavých“ oblastí. | Studený oheň                 |
| 2073 | Zefram Cochrane pronáší památná slova „Nesnažte se býti velkými lidmi, buďte prostě lidmi a nechte historii dělat svou práci.“ | Star Trek: První kontakt     |
| 2078 | 23. června SS Conestoga doráží na planetu Terra Nova, kde zakládá kolonii. | Terra I                      |
| 2079 | Vlajka Spojených států amerických poprvé od roku 2033 opět změnila počet hvězdiček. | Hotel Royale                 |
| 2081 | Země ztratila kontakt s kolonií na Terra Nova poté, co byla planeta zasažena asteroidem. | Terra I                      |
| 2082 | Plukovník Stephen G. Richey, bývalý velitel lodi Charybdis, umírá na planetě Theta 116 VIII. | Hotel Royale                 |
| 2088 | T'Pol se narodila na planetě Vulkán. | Hodina H                     |

### 22. století
| Rok  | Událost | Epizoda                                 |
| ---- | --- | --------------------------------------- |
| 2103 | Na Marsu je vybudována první lidská kolonie. | Známky života, Sedmatřicátníci          |
| 2103 | Xindský konstruktér Degra se narodil tohoto roku. | Válečná lest                            |
| 2105 | Bytost Redjac zabíjí v marťanských koloniích dalších 8 žen. | Vlk v ovčíně                            |
| 2105 | V taureánském systému se ztratila průzkumná loď lidí. Od tohoto momentu se zde následujících 164 let ztrácí lodě každých 27,346 let. | Čarovný hlas                            |
| 2111 | Gralik Durr se stává vrchním inženýrem v kemocitové rafinerii na jedné z xindských kolonií. | Zásilka                                 |
| 2112 | Na Zemi, ve státě New York, se narodil Jonathan Archer. | Setkání u Broken Bow                    |
| 2115 | Dr. Phlox se stává lékařem. | Nevratné škody                          |
| 2119 | Zefram Cochrane slavnostně otevírá na Zemi komplex Warpu 5 v rámci programu NX. | Setkání u Broken Bow                    |
| 2119 | Cochrane tento rok odlétá neznámo kam ve své lodi a následně je prohlášen za pohřešovaného. | Proměna                                 |
| 2121 | Na Zemi, ve státě Florida, se narodil Charles Tucker. | Nečekané setkání, Splynutí, První let   |
| 2122 | Na Vulkánu se narodila T'Pau. | Výheň                                   |
| 2123 | 27. listopadu – Z bajkonurského kosmodromu je vypuštěna kolonizační loď SS Mariposa s cílem v sektoru Ficus. | Dodejte nám čerstvou krev               |
| 2126 | Travis Mayweather se narodil na transportní lodi ECS Horizon, napůl cesty mezi Drylaxem a kolonií Vega. | Setkání u Broken Bow                    |
| 2129 | V japonském Kjótu se narodila Hoshi Sato. | V zemi za zrcadlem                      |
| 2134 | Dr. Arik Soong ukradl ze stanice 12 několik embryí eugeniků. | Hraniční pásmo                          |
| 2139 | Charles Tucker se přihlašuje k Hvězdné flotile. | Nečekané setkání                        |
| 2142 | Andorianský komandér Shran se ujímá velení bitevní lodi impéria Kumari. | Babylon Jedna                           |
| 2143 | V rámci programu NX A. G. Robinson překonává se zkušební lodí NX-Alpha rychlost warpu 2,2. Loď je však zničena, ale Robinson spolu s Archerem při neautorizovaném letu plavidla NX-Beta přesahují warp 2,5.                                                         | První let                               |
| 2144 | Duvall s plavidlem NX-Delta překonává rychlost warp 3 jako další mezník programu NX. | První let                               |
| 2144 | Arik Soong je objeven a zatčen. Předtím však zanechal hrstku augmentů v trialaském systému. | Hraniční pásmo                          |
| 2145 | Borgové zjišťují existenci molekuly Omega. | Směrnice Omega                          |
| 2147 | Hvězdná flotila začíná s výzkumem silového pole. | Zadrženi                                |
| 2149 | Na orbitě Země započala stavba Enterprise NX-01. | První let                               |
| 2150 | Na Zemi vzniká ústředí vlády Spojené Země | Spojení                                 |
| 2150 | Jako kapitán Enterprise NX-01 byl vybrán Jonathan Archer. Byl tak upřednostněn před kapitánem Gardnerem, kterého preferovali Vulkánci. | První let                               |
| 2151 | Duben – Lidstvo zažívá první kontakt třetího druhu s Klingony při incidentu u Broken Bow. | Setkání u Broken Bow                    |
| 2151 | Duben – Hvězdná flotila vypouští Enterprise NX-01 jakožto první loď se schopností cestování rychlostí warpu 5. | Setkání u Broken Bow                    |
| 2151 | Červen – Země obnovuje spojení s kolonií Terra Nova. | Terra Nova                              |
| 2151 | Červen – Lidé podnikají první kontakt druhého typu s Andoriany. | Střet s Andoriany                       |
| 2151 | Říjen – Andoriané ničí tajné výzvědné zařízení na P'Jem. Předtím varovali Vulkánce, aby evakuovali své lidi. | Stíny P'Jem                             |
| 2151 | Prosinec – Enterprise se poprvé střetává s Ferengy (název rasy je uveden až v roce 2364). | Zisk, Nejzazší výspa                    |
| 2152 | Únor – Enterprise poprvé v praxi překonává rychlost warp 5. | Padlý hrdina                            |
| 2152 | Duben – Pozemská loď se prvně setkává s plavidlem Romulanů. K přímému setkání posádek nedošlo. | Minové pole                             |
| 2152 | Říjen – prosinec – Lidé se prvně setkávají s plavidly Tholianů. | Čas budoucí                             |
| 2153 | Na orbitě Země začíná výstavba druhého plavidla třídy NX – lodě Columbia. | Delfská oblast                          |
| 2153 | Březen – Na severním pólu Země jsou objeveny trosky borgské koule, která zde havarovala 4. května 2063. Nic netušící vědci oživí Borgy, kteří, ještě než jsou zastaveni, stihnout vyslat signál kamsi do kvadrantu Delta, který tam dorazí přibližně za 200 let.    | Regenerace                              |
| 2153 | Březen – Na Zemi útočí xindská zbraň, která devastuje povrch od Floridy po Kolumbii. Při tomto incidentu umírá 7 miliónů lidí. Následkem toho se Enterprise vydává do Delfské oblasti najít Xindy.                                                                  | Delfská oblast                          |
| 2154 | Únor – Xindská superzbraň je zničena Jonathanem Archerem. | Hodina H                                |
| 2154 | Únor – Země je úplně zničena superzbraní Xindů. | Soumrak                                 |
| 2154 | Listopad – Hvězdná flotila vypouští loď Columbia NX-02. | Onemocnění                              |
| 2154 | Listopad – Klingoni se zmocňují doktora Phloxe za účelem vytvoření augmentů z jejich rasy. Pokusy však končí špatně a celá klingonská populace začíná trpět nákazou, která z jejich vzhledu odebírá typické klingonské rysy a díky tomu začínají být podobní lidem. | Onemocnění                              |
| 2155 | Na Zemi je podepsána zakládací listina Koalice planet, ze které se později vyvine Spojená federace planet. Zakládajícími členy jsou lidé, Vulkánci, Andoriané, Tellarité, Rigelané a Denobulané.                                                                    | Přízraky                                |
| 2156 | Entita Redjac zabíjí dalších 10 žen v Heliopolis na Alpha Eridani II. | Vlk v ovčíně                            |
| 2161 | Lidé, Vulkánci, Tellarité a Andoriané oficiálně zakládají Spojenou federaci planet. K podpisu zakládací listiny došlo v San Franciscu. | Toto jsou cesty…, Vyděděnec, Nový domov |
| 2161 | Enterprise (NX-01) je vyřazena ze služby kvůli rychlému technickému pokroku, tedy morální zastaralosti. | Toto jsou cesty…, Vyděděnec, Nový domov |
| 2165 | Na planetě Vulkán se narodil Sarek. | Cesta k Babylonu, Sarek                 |
| 2165 | Guinan se poprvé setkává s bytostí Q. | Kdo je Q                                |
| 2168 | USS Horizon navštěvuje planetu Sigma Lotia II, kde žije před-warpová civilizace imitátorů. Jeden z členů zde zanechá knihu o Chicagu 30. let 20. století, která ovlivní celou zdejší civilizaci.                                                                    | Podíl z akce                            |
| 2169 | Jonathan Archer je jmenován velvyslancem Federace pro Andorii | V zemi za zrcadlem                      |
| 2195 | Narozen Robert April, později první kapitán hvězdné lodi USS Enterprise. | V opačném čase                          |
| 2196 | Hvězdná flotila vyřazuje z provozu poslední hvězdnou loď třídy Daidalos. | Z pozice síly                           |

### 23. století
| Rok  | Událost | Epizoda                              |
| ---- | --- | ------------------------------------ |
| 2222 | Narozen Montgomery Scott. | Host                                 |
| 2223 | Tento rok se rapidně zhoršují vztahy mezi Federací a Klingonskou říší, což ústí v obdobu studené války po dobu 70 let. | Star Trek VI: Neobjevená země        |
| 2227 | Na Zemi narozen Leonard McCoy. | Střetnutí na Farpointu               |
| 2230 | Sarekovi a jeho lidské družce Amandě se na planetě Vulkán narodil Spock. | Co se nestalo                        |
| 2230 | Téhož roku, rovněž na Vulkánu, narozena T'Pring. | Čas amoku                            |
| 2232 | Narozena Janice Randová. | Vzpomínka                            |
| 2233 | 22. březen – Georgi a Winoně Kirkovým se na Zemi ve státu Iowa narodil syn James Tiberius | Kam se dosud člověk nevydal          |
| 2233 | 22. březen – Romulanská těžební loď se přesune do tohoto času z roku 2387 a napadne federační loď USS Kelvin. George Kirk umožní posádce dokončit evakuaci během které se jeho ženě Winoně narodí syn James T. | Star Trek                            |
| 2236 | Loď SS Columbia havaruje na planetě známé jako Talos IV. Kapitán Theodore Haskins a členové jeho posádky umírají, až na mladou dívku zvanou Vina. Ještě před smrtí posádky je odeslán nouzový signál, který až v roce 2254 zachytává USS Enterprise. | Klec                                 |
| 2237 | Spock prochází Strážcem času do této doby, aby vrátil události do správné časové linie. Objevuje se na planetě Vulkán, aby pomohl sám sobě v dětském věku při skládání vulkánské zkoušky z dospělosti. Následně odchází zpět do roku 2269. | Co se nestalo                        |
| 2239 | Narozena Nyota Uhura na Zemi ve Spojených státech afrických. |                                      |
| 2241 | K Hvězdné flotile se přidává Montgomery Scott. Po následujících 52 let slouží na celkem 11 různých vesmírných plavidlech. | Host                                 |
| 2241 | Andreji Čechovovi se narodil syn Pavel. | Star Trek                            |
| 2245 | Z orbitálního doku Země je prvně na svou cestu vypuštěna USS Enterprise (NCC-1701), které velí kapitán Robert April. Jeho žena Sarah plní na lodi funkci vrchního lékařského důstojníka. | V opačném čase                       |
| 2245 | Andrji Čechovovi se narodil syn Pavel. | Kdo truchlí pro Adonise?             |
| 2245 | Emony Dax cestuje na Zemi, kde se setkává s Leonardem McCoyem. Když mu Emony řekne, že má ruce chirurga, ovlivní to McCoye, který se následně rozhodne stát se lékařem. | Orionští piráti                      |
| 2248 | Hvězdná flotila ztrácí kontakt se svou sondou Friendship 1. | Friendship jedna                     |
| 2249 | Spock se rozhodne nenastoupit na Vulkánskou vědeckou akademii a místo toho odchází do Hvězdné flotily. | Star Trek                            |
| 2250 | K Hvězdné flotile se přidává Spock, který tak nerespektuje otcovo přání, aby nastoupil na Vulkánskou vědeckou akademii. | Cesta k Babylonu, Případ Enterprise  |
| 2251 | Christopher Pike přebírá velení USS Enterprise a vydává se na další pětiletou misi. | Zvěřinec                             |
| 2254 | Spock je přidělen k posádce kapitána Christophera Pikea a společně přijímají nouzový signál z planety Talos IV, kam se vydávají a kde objevují Vinu. | Klec                                 |
| 2254 | James T. Kirk je přidělen na loď USS Republic. | Vojenský soud                        |
| 2255 | Podporučík James Kirk je povýšen do hodnosti nadporučíka. | Manévr s korbomitem                  |
| 2255 | Zatímco je USS Enterprise ve výstavbě v suchém doku na povrchu Země, James Kirk se zúčastní hospodské rvačky v nedalekém baru s několika kadety Akademie Hvězdné flotily. Následně jej Christopher Pike přesvědčuje, aby se přidal k Hvězdné flotile.                                                                                                   | Star Trek                            |
| 2256 | Kapitán Christopher Pike s USS Enterprise zakončuje svou pětiletou misi. |                                      |
| 2257 | Montgomery Scott je převelen na základnu na planetě Delta Vega nedaleko planety Vulkán. | Star Trek                            |
| 2258 | V tomto roce se odehrávají hlavní události filmu Star Trek (2009). Především se uceluje posádka USS Enterprise a James T. Kirk se stává jejím kapitánem poté, co zachrání Zemi před romulanským velitelem těžební lodi Narada. Planeta Vulkán je úplně zničena a přežívá pouze hrstka zachráněných obyvatel.                                            | Star Trek                            |
| 2262 | Loď SS Beagle po zásahu meteoritem havaruje na planetě 892-IV. | Chléb a hry                          |
| 2264 | Ve vulkánské lunární kolonii, hvězdného data 38774, se narodil Tuvok. | Vzpomínka, Unimatrice nula (2. část) |
| 2265 | Začátkem roku se James T. Kirk ujímá velení USS Enterprise a spolu s posádkou se vydává na pětiletou misi. Při jedné z prvních misích se právě Enterprise jako první pozemská loď dostává na samotný okraj naší Galaxie. | Kam se dosud člověk nevydal          |
| 2266 | Dr. Leonard McCoy střídá v posádce USS Enterprise doktora Pipera a stává se vrchním lékařským důstojníkem. | Manévr s korbomitem                  |
| 2266 | Poručík Hikaru Sulu je převelen z funkce lodního fyzika do funkce kormidelníka. | Manévr s korbomitem                  |
| 2266 | Nehoda na hvězdné lodi třídy J způsobuje únik delta radiace. Při záchraně kadetů je zasažen kapitán Christopher Pike, který je následně upoután na invalidní vozík s možností vyjadřovat se pouze rozsvícením kontrolky. | Zvěřinec                             |
| 2266 | Entita Redjac, reinkarnovaná jako Beratis, zabíjí několik žen na planetě Rigel IV. | Vlk v ovčíně                         |
| 2267 | Enterprise objevuje SS Botany Bay, která cestovala vesmírem 271 let. Na palubě je nalezen Khan Noonien Singh a družina jeho nejbližších. Když se Khan pokusí o převrat, kapitán Kirk jej nechává vysadit i s přívrženci na pusté planetě Ceti Alpha V.                                                                                                  | Vesmírné sémě                        |
| 2267 | Kapitán Christopher Pike je přičiněním pana Spocka dopraven na planetu Talos IV, kde mu její obyvatelé poskytnou iluzi normálního života s Vinou. | Zvěřinec                             |
| 2268 | USS Enterprise a její posádka podniká celkem 31 misí. Za zmínku stojí návštěva hvězdné stanice K7, kde se členové posádky potýkají nejen s Klingony, ale také se prvně setkávají s tribbly. | Trable s tribbly                     |
| 2268 | Kapitán Benjamin Sisko, Dr. Julian Bashir, Jadzia Dax a Miles O'Brien se přesunem času dostávají do tohoto roku a účastní se z části působení původní posádky Enterprise na stanici K7. | Další trable s tribbly               |
| 2269 | V tomto roce končí první pětiletá mise kapitána Jamese Kirka s lodí USS Enterprise a začíná druhá mise. | Q junior                             |
| 2269 | 127 vědců Federace v čele s prof. Kettractem objevuje molekuly Omega při přísně tajném Projektu Omega. | Směrnice Omega                       |
| 2270 | Kapitán Kirk zakončuje druhou misi a je povýšen na admirála Hvězdné flotily. Stejně tak pan Spock odchází na odpočinek na Vulkán podstoupit obřad Kolinahr. Dr. Leonard McCoy odchází z Flotily a na Zemi si zakládá soukromou lékařskou praxi. Kapitánem USS Enterprise, která se chystá na celkovou přestavbu a modernizaci, se stává Willard Decker. | Star Trek: Film                      |
| 2271 | Narozena Demora Sulu, dcera Hikaru Sulu. | Star Trek: Generace                  |
| 2271 | Kor vedl Klingony do bitvy u Klach D'Kel Brakt proti Romulanům. | Krvavá přísaha                       |
| 2273 | Admirál James T. Kirk přebírá velení modernizované USS Enterprise. Spolu s posádkou se následně při misi setkává s bytostí V'Ger. | Star Trek: Film                      |
| 2278 | Tři týdny od opouštění základny náhle mizí loď USS Bozeman, která se objevuje až v roce 2368. | Příčina a důsledek                   |
| 2285 | Projekt Genesis se dostává do 3. fáze. Loď USS Reliant je vyslána do systému Ceti Alpha, aby prozkoumala planetu Ceti Alpha VI. Lodi se však zmocní Khan Noonien Singh, který při útoku na Enterprise nechá explodovat torpédo Genesis a dá tak vzniknout planetě Genesis. Při snaze uniknout s Enterprise umírá pan Spock.                             | Star Trek II: Khanův hněv            |
| 2285 | Admirál Kirk unáší z doků Enterprise, aby zachránil pana Spocka, který může být naživu díky vznikající planetě Genesis, kam bylo jeho tělo vysláno. Při střetu s Klingony na orbitě je USS Enterprise (NCC-1701) zničena, když Kirk nastaví autodestrukci a zmocní se klingonského dravce.                                                              | Star Trek III: Pátrání po Spockovi   |
| 2285 | Symbiont Dax je přenesen do těla Curzona, předchůdce Jadzie. | Daxová                               |
| 2286 | Mimozemská sonda ohrožuje atmosféru Země a nelze jí zničit. Kirkova posádka, ještě s klingonskou lodí, se vydává pomocí časového warpu do roku 1986, aby získala keporkaky, pro které je určená zpráva mimozemské sondy, ale kteří již v roce 2286 jsou vyhynulým druhem. Při návratu pár velryb sondě odpoví a Země je zachráněna.                     | Star Trek IV: Cesta domů             |
| 2286 | Z orbitálního doku je vypuštěna USS Enterprise (NCC-1701-A) pod vedením kapitána Kirka. | Star Trek IV: Cesta domů             |
| 2287 | Spockův nevlastní bratr Sybok se zmocní Enterprise-A a dovede jí do středu Galaxie, kde se setkává s neznámou bytostí tvářící se jako bůh, ale která se pouze snaží zmocnit lodi a dostat se ven ze středu za jinak neproniknutelnou bariéru. | Star Trek V: Nejzazší hranice        |
| 2290 | Hikaru Sulu je povýšen na hodnost kapitána a je mu přidělena loď USS Excelsior se kterou se vydává na tříletou misi v Beta kvadrantu. | Star Trek VI: Neobjevená země        |
| 2293 | Strategický klingonský měsíc Praxis explodoval kvůli následkům nadměrné těžby. Celá Klingonská říše se tak dostala do vážného ohrožení a byla donucena jednat s Federací o mírových dohodách. | Star Trek VI: Neobjevená země        |
| 2293 | USS Enterprise-A je vyřazena z provozu a posádka kapitána Kirka odchází do důchodu. | Star Trek VI: Neobjevená země        |
| 2293 | Hvězdného data 9715.5 je slavnostně vypuštěna z orbitálního doku USS Enterprise (NCC-1701-B) pod velením kapitána Johna Harrimana. Loď se však setká s jevem známým jako Nexus a při tomto incidentu v něm mizí kapitán James Kirk, který byl s Čechovem a Scottym při slavnostním vypuštění lodi.                                                      | Star Trek: Generace                  |
| 2294 | USS Jenolan se střetává s Dysonovou sférou. Protože záchrana by přišla příliš pozdě, Matt Franklin a kapitán Montgomery Scott uloží své vzorce do počítače lodních transportérů. Federace je považuje za nezvěstné. | Host                                 |

### 24. století
| Rok  | Událost | Epizoda                                       |
| ---- | --- | --------------------------------------------- |
| 2305 | Ve francouzském La Barre se narodil Jean-Luc Picard. | Záhada                                        |
| 2309 | Narozen Joseph Sisko, otec kapitána Benjamina Siska. | Na domácí frontě                              |
| 2314 | Na planetě Bajor se narodila Kira Neru, matka Kiry Nerys. | Křivdy temnější než noc nebo smrt             |
| 2320 | Na Zemi se narodil Lewis Zimmerman. | Projekce                                      |
| 2321 | Boothby začal pracovat pro Hvězdnou flotilu jako zahradník na pozemcích Akademie. | Z masa a kostí                                |
| 2322 | Jean-Luc Picard se hlásí na Akademii Hvězdné flotily, ale je odmítnut. | Plnoletost                                    |
| 2323 | Druhá přihláška Jean-Luca Picarda byla úspěšná a byl přijat na Akademii Hvězdné flotily. | Plnoletost                                    |
| 2324 | Na Měsíci se narodila Beverly Howardová. | Záhada                                        |
| 2327 | Jean-Luc Picard promuje na Akademii Hvězdné flotily. | Záhada, Základní povinnost                    |
| 2328 | Cardassijská unie začíná s okupací planety Bajor pod zástěrkou pomoci a společného vývoje. | Poslání                                       |
| 2328 | Na Zemi v Irsku se narodil Miles O'Brien. | Šepot, Na domácí frontě                       |
| 2329 | Hvězdná flotila nasazuje novou technologii optických isolineárních čipů. | Host                                          |
| 2329 | Narozen Chakotay. | Dohra                                         |
| 2332 | Entita Nexus se vrací po 39 letech od zmizení kapitána Jamese Kirka zpět do Galaxie Mléčná dráha. | Star Trek: Generace                           |
| 2332 | Josephovi a Sarah Siskovým se v New Orleans narodil syn Benjamin Sisko. | Tvář v písku                                  |
| 2333 | Jean-Luc Picard je povýšen na hodnost komandéra, stává se velícím důstojníkem na hvězdné lodi USS Stargazer. | Tapiserie                                     |
| 2335 | Na Aljašce se narodil William Thomas Riker. | Faktor Ikarus, Záhada                         |
| 2335 | Narozen Geordi La Forge. | Příčina a důsledek                            |
| 2336 | Na planetě Omicron Theta dokončil doktor Soong výrobu a aktivoval androida, kterému dal jméno Dat. | Bratři                                        |
| 2336 | Kolonie na Omicron Theta je zničena krystalickou entitou. | Bratři, Marná oběť                            |
| 2336 | 29. březen – Na planetě Betazed se narodila Deanna Troi. | Záhada, Temný kout                            |
| 2337 | Umírá Betty Rikerová, matka Williama Rikera. | Věc perspektivy                               |
| 2337 | Na planetě Turkana IV se narodila Tasha Yarová. | Odkaz                                         |
| 2337 | V bajorském systému je v želatinovém stavu nalezen Odo. | Poslání                                       |
| 2338 | Android Dat je znovu aktivován, poté co byl objeven v ruinách kolonie Omicron Theta lodí USS Tripoli. | Záhada                                        |
| 2340 | Na klingonské planetě Qo'noS se narodil Worf, syn Moghův. | Hříchy otce                                   |
| 2340 | 17. ledna – Na planetě Bajor narodila Ro Laren. | Záhada                                        |
| 2341 | Datovi je umožněno studium na Akademii Hvězdné flotily. | Lidský rozměr                                 |
| 2341 | Na planetě Trill se narodila Jadzia. | Poslání, Daxová                               |
| 2341 | Na Zemi se narodil Julian Bashir. | Poslání                                       |
| 2342 | Beverly Howardová je přijata na Akademii Hvězdné flotily. | Záhada                                        |
| 2342 | Lewis Zimmerman absolvoval Akademii Hvězdné flotily. | Projekce                                      |
| 2343 | Na Bajoru se narodila Kira Nerys. | Makisté                                       |
| 2343 | Na základě výpočtů Hvězdné flotily by se bez pomoci Federace v tomto roce rozptýlila atmosféra klingonské planety Qo'noS následkem exploze měsíce Praxis. | Star Trek VI: Neobjevená země                 |
| 2344 | Klingonská říše a Spojená federace planet začínají jednání o mírové smlouvě. Klingoni na toto jednání přistupují, když posádka USS Enterprise-C vyslyší nouzové volání Klingonů z Narendry III a při jejich obraně před romulanským útokem je posádka zabita a loď zničena. | Enterprise včerejška                          |
| 2344 | Ve věku 15 let nastupuje Chakotay za podpory kapitána Sulu na Akademii Hvězdné flotily. | Tetování                                      |
| 2344 | Poznámka: Podle okudagramu v epizodě „Hra na zabíjení“ se v tomto roce narodila Kathryn Janewayová, ovšem to by znamenalo, že když přebírala velení lodi USS Voyager bylo jí 27 let. |                                               |
| 2345 | Dat absolvuje Akademii a získává hodnost praporčíka. | Bratři                                        |
| 2345 | Na planetě Qo'noS se narodil Kurn, syn Moghův (Worfův bratr). | Hříchy otce                                   |
| 2346 | Hvězdného data 23859.7 napadají Romulané základnu na Khitomeru, která patří Klingonům. Při tomto incidentu, později známém jako Khitomerský masakr, přežije jenom hrstka Klingonů včetně Worfa. | Hříchy otce                                   |
| 2348 | Beverly Howardová si vzala za muže Jacka Crushera a tentýž rok se jim narodil syn Wesley Crusher. | Rodina, Plnoletost                            |
| 2348 | Julian Bashir podstupuje operaci resekvencování DNA za účelem zvýšení inteligence a zlepšení koordinace. | Doktor Bashir, předpokládám                   |
| 2348 | Chakotay absolvuje tento rok Akademii Hvězdné flotily. | Tetování                                      |
| 2349 | Na Zemi se narodil Harry Kim. | Uchem jehly                                   |
| 2349 | Na planetě Kessik IV se narodila B'Elanna Torresová. | Tváře, Extrémní riziko                        |
| 2350 | Beverly Crusherová absolvuje tento rok Lékařskou akademii Hvězdné flotily. | Záhada                                        |
| 2350 | Benjamin Sisko zakončuje studia na Akademii Hvězdné flotily. | Poslání, Tvář v písku                         |
| 2350 | Narozena Annika Hansenová. | Dar                                           |
| 2351 | Během romulanské vědecké mise je doktor Telek R'Mor kontaktován prostřednictvím mikro-červí díry lodí USS Voyager z roku 2371. | Uchem jehly                                   |
| 2353 | Tholiané ničí základnu Federace, jediným přeživším je Kyle Riker, otec Williama Rikera. | Faktor Ikarus                                 |
| 2353 | William Riker a Geordi La Forge vstupují do Akademie Hvězdné flotily. | Záhada                                        |
| 2353 | Na Ferenginaru se narodil Nog. | Srdce z kamene                                |
| 2353 | Společně se svými rodiči Magnusem a Erin Hansenovými se malá Annika vydává s lodí USS Raven na okraj prozkoumaného vesmíru za účelem studia Borgů. | Havran                                        |
| 2354 | Při misi lodi USS Stargazer pod velením Jean-Luca Picarda umírá Jack Crusher. | Násilník                                      |
| 2354 | Benjamin Sisko potkává svou budoucí ženu Jennifer. Krátce na to zakončuje úspěšně Akademii Hvězdné flotily. | Poslání                                       |
| 2354 | B'Elannu Torresovou a její matku opouští B'Elannin otec John Torres. | Uchem jehly                                   |
| 2354 | Rodina Hansenových s lodí USS Raven opouští nejvzdálenější federační stanici Drexler bez udání letového plánu. Následně jsou považováni za nezvěstné. | Dar                                           |
| 2355 | Při incidentu, později známém jako bitva o Maxii, je USS Stargazer napadena neznámým plavidlem, které bylo až později identifikováno jako loď Ferengů. Kapitán Picard nepřátelskou loď zničí za pomoci taktického manévru, kdy na krátkou chvíli nechá svou loď letět warpem 9, čímž se jeví na dvou místech současně. Tento manévr je následně pojmenován jako Picardův manévr. | Bitva                                         |
| 2355 | Deanna Troi nastupuje na Akademii Hvězdné flotily. | Záhada                                        |
| 2355 | Benjaminovi a Jennifer Siskovým se narodil syn Jake. | Postupujte k domovu, Opuštěný                 |
| 2356 | Talaxijský měsíc Rinax byl napaden harkonianskou zbraní zvanou metreonová kaskáda, kterou vyvinul Ma'Bor Jetrel. Zbraň na povrchu zabila stovky tisíc Talaxianů a zanechala měsíc dlouhodobě neobyvatelný. | Jetrel                                        |
| 2356 | Magnus, Erin a Annika Hansenovi jsou asimilováni společenstvem Borg. Jejich loď USS Raven je zanechána na b'omarském měsíci v Delta kvadrantu. | Havran                                        |
| 2356 | Kathryn Janewayová se prvně setkává s Tuvokem. | Zuřivost                                      |
| 2357 | William T. Riker a Geordi LaForge absolvují Akademii Hvězdné flotily. Riker je přidělen k posádce lodi USS Pegasus, zatímco LaForge nastupuje na lodi USS Victory. | Jak prosté, drahý Date, Změna velení, Pegasus |
| 2357 | Worf nastupuje na Akademii Hvězdné flotily. | Domů, Meč Kahlessův                           |
| 2358 | USS Pegasus testuje maskovací zařízení vyvinuté tajnou službou Federace. Při spuštění však loď uvízne v jednom z asteroidů. Na lodi vypukne vzpoura proti kapitánovi a proti testování takového zařízení, které je porušením mírové smlouvy. William Riker pomůže kapitánovi uniknout z lodi. Následně u soudu je zproštěn viny a převelen na planetu Betazed. | Pegasus                                       |
| 2359 | Worf a K'Ehleyr začínají žít odděleně, protože oba dospějí k názoru, že se necítí na hlubší vztah. | Honba za mládím                               |
| 2359 | Deanna Troi úspěšně absolvuje Akademii Hvězdné flotily. | Záhada                                        |
| 2360 | Narozen Mekor, syn gula Dukata. | Defiant                                       |
| 2361 | Dr. Lewis Zimmerman začíná pracovat na projektu holografického doktora. | Projekce                                      |
| 2362 | V docích Utopia Planitia je montován systém řízení warp motorů na loď USS Enterprise-D. | Cizíma očima                                  |
| 2362 | Beverly Crusherová získává hodnost komandéra poté, co složila zkoušky taktického velitele můstku. | Tvé vlastní já                                |
| 2362 | Na krátkou dobu je do tohoto data přenesena USS Enterprise-C. | Enterprise včerejška                          |
| 2363 | Tento rok je v docích Utopia Planitia na Marsu dokončena stavba Enterprise-D. | Heslo                                         |
| 2364 | Kapitán Jean-Luc Picard se ujímá velení lodi USS Enterprise-D a podstupuje první misi na stanici Farpoint. Při této misi začíná svou službu na lodi rovněž druhý důstojník William Riker. Při této misi se posádka lodi prvně setkává s bytostí Q. | Střetnutí na Farpointu                        |
| 2364 | Ferengové vrací Hvězdné flotile USS Stargazer, který byl považována za zničený. | Bitva                                         |
| 2364 | Lore, Datův „bratr“, je objeven v systému Omicron Theta. | Bratři                                        |
| 2364 | Tasha Yarová je zabita bytostí známou jako Armus na planetě Varga II. | Slupka všeho zla                              |
| 2364 | Morn prvně navštěvuje Quarkův bar. | Kdo truchlí pro Morna                         |
| 2365 | Dr. Crusherová opouští posádku Enterprise-D a v její funkci lodního šéflékaře jí nahrazuje Dr. Katherine Pulaská. Geordi La Forge je povýšen a stává se vrchním inženýrem lodi. Worf zaujímá místo šéfa bezpečnosti. | Dítě                                          |
| 2365 | William Riker se stává prvním lidským důstojníkem, který sloužil na palubě klingonské lodi, kam se dostal v rámci důstojnického výměnného programu. | Věc cti                                       |
| 2365 | Jean-Luc Picard pomáhá stanovit nová pravidla v otázce zacházení s nadporučíkem Datem, když při slyšení oponuje požadavku komandéra Bruce Maddoxe, který chce Data vypnout a postavit více androidů podle něj. Při slyšení není Dat uznán coby lidská bytost, ale jsou mu přisouzeny stejná práva, jako má každý jiný občan Federace a tím i právo na vlastní rozhodnutí o svém osudu. | Lidský rozměr                                 |
| 2365 | Enterprise-D se prvně střetává s Borgy, když je bytostí Q odmrštěna 7000 světelných let do systému J-25. | Kdo je Q                                      |
| 2365 | Guinan se na osobní žádost kapitána Picarda přidává k posádce Enterprise-D jako lodní barmanka. | To nejlepší z obou světů                      |
| 2365 | Enterprise-D objevuje při jedné z misí tělo plukovníka Stephena G. Richeyho, astronauta NASA, který před 328 lety zmizel při letu lodi Charybdis. | Hotel Royale                                  |
| 2366 | Dr. Beverly Crusherová se vrací k posádce Enterprise-D a střídá ve funkci vrchního lékaře Dr. Pulaskou. Worf je povýšen do hodnosti poručíka, Geordi LaForge se stává nadporučíkem. | Evoluce                                       |
| 2366 | K'Ehleyr porodila syna Alexandra, který po Worfových pěstounech získal příjmení Rozhenko. | Opět spolu                                    |
| 2366 | Harry Kim nastupuje na Akademii Hvězdné flotily. | Non sequitur                                  |
| 2366 | Spojená federace planet je napadena na vlastním území Borgy. Při tomto incidentu je kapitán Jean-Luc Picard asimilován a označován ve společenstvu jako Locutus z Borgu, což v něm zanechalo trvalé následky a schopnosti. | To nejlepší z obou světů                      |
| 2366 | Hvězdná flotila započala vývoj plavidla třídy Defiant. | Pátrání                                       |
| 2366 | Na Akademii nastupuje B'Elanna Torresová. | není                                          |
| 2367 | V tomto roce uběhlo rovných 100 let od momentu, kdy Spock řekl Jamesi Kirkovi, že by bylo zajímavé se podívat po 100 letech na Ceti Alpha V, kde vysadili do vyhnanství Khana Nooniena Singha. | Vesmírné sémě                                 |
| 2367 | Hvězdné flotile se daří odrazit vpád Borgů až při bitvě známé později jako bitva u Wolf 359. V tomto střetu se daří Williamu Rikerovi, prozatímnímu veliteli Enterprise-D získat zpět kapitána Picarda a za pomoci Dr. Crusherové zvrátit proces asimilace. | To nejlepší z obou světů                      |
| 2367 | Při bitvě u Wolf 359 bylo zničeno 39 hvězdných lodí na straně Federace a zemřelo 11 000 lidí. Mezi nimi i žena Benjamina Siska, Jennifer Sisková. | Poslání                                       |
| 2367 | Symbiont Dax je přenesen do nového Trilla a stává se Jadzií Dax. Původní hostitel Curzon umírá. | Daxová                                        |
| 2367 | Telek R'Mor, romulanský vědec umírá dříve, než stihne předat zprávy od členů posádky USS Voyager, které mu poslali mikro-červí dírou z roku 2371. | Uchem jehly                                   |
| 2368 | Enterprise-D se snaží navázat kontakt s krystalickou entitou, avšak dříve než se to podařilo, byla entita zničena Dr. Marrovou. | Marná oběť                                    |
| 2368 | Velvyslanec Spock je v utajení na Romulu, kde se snaží podpořit místní undergroundové skupiny snažící se o zrušení izolace impéria a získání bližších kontaktů s Vulkánci. Tento rok rovněž umírá jeho otec, Sarek, ve svých 204 letech. | Sjednocení                                    |
| 2368 | USS Bozeman se po 95 letech dostává z časové smyčky do které byla lapena i USS Enterprise-D. Ta ve smyčce byla 17 dní, než její posádka tuto skutečnost objevila a našla způsob, jak obě lodi ze smyčky dostat ven. | Příčina a důsledek                            |
| 2368 | Borgské průzkumné plavidlo havaruje na Argolis Cluster, kde posádka Enterprise-D zachrání Třetího z pěti. Postupně se jim daří jej socializovat a Borg si přivlastní i oslovení Tim. Okolnosti je však přinutí Tima vrátit na planetu, kde jej bude hledat vyslaná hlídka. Po opětovném spojení s Borgy si Tim však uchovává část toho, co se naučil na palubě Enterprise. | Já, Borg                                      |
| 2368 | Julian Bashir promuje jako lékař na Akademii Hvězdné flotily. | Průzkumníci                                   |
| 2368 | B'Elanna Torresová předčasně opouští Akademii Hvězdné flotily. | Extrémní riziko                               |
| 2369 | Montgomery Scott je objeven ve vraku lodi USS Jenolan, kde byl řadu let jeho kód uchován v systému transportéru. USS Enterprise-D objevila vrak lodi v Dysonově sféře. | Host                                          |
| 2369 | Cardassiané ukončují okupaci planety Bajor a po 41 nechávají Bajoranům svobodu. | Změna velení, Zmatek                          |
| 2369 | Cardassijská těžební stanice Terok Nor je po ukončení okupace Bajoru opuštěna a tak Bajorané prosí Federaci o asistenci při obnově a vedení stanice, která je nově označována jako Deep Space Nine. USS Enterprise-D přiváží na stanici část posádky a nové vybavení. | Poslání                                       |
| 2369 | Nový velitel Deep Space Nine Benjamin Sisko a poručík Jadzia Dax objevují nedaleko stanice první známou stabilní červí díru. Sisko podnikne první kontakt s obyvateli prostoru červí díry, které Bajorané označují za Proroky. Tím se pro bajorské náboženství stal vyvoleným a dále označován také jako Vyslanec. | Poslání                                       |
| 2369 | Kes se narodila na planetě Ocampa v Delta kvadrantu. | Zakřivení, Předtím a potom                    |
| 2370 | B'Elanna Torresová se přidává k makistům poté, co jí Chakotay zachránil život. | Ochránce                                      |
| 2370 | Je zjištěno, že běžný warpový pohon má negativní dopad na subprostor. Federace otevírá program vývoje nové metody cestování warpem. Nový pohon je prvně instalován na lodích třídy Intrepid. | Síla přírody                                  |
| 2370 | Kathryn Janewayová je vybrána na pozici kapitána lodi USS Voyager. | Přání zemřít                                  |
| 2370 | USS Pegasus je objeven a USS Enterprise-D použije jeho maskovací zařízení pro únik z asteroidu. Kapitán Jean-Luc Picard nechává pak loď zviditelnit před romulanskou lodí, aby zamezil dalšímu možnému vývoji maskovacího zařízení ze strany Federace, což by bylo porušení společné smlouvy, která přinesla příměří mezi Federaci a Romulanským impériem. | Pegasus                                       |
| 2370 | Deanna Troi je povýšena do hodnosti komandéra a získává oprávnění velení na můstku hvězdné lodi po úspěšném absolvování zkoušek na palubě Enterprise-D. | Tvé vlastní já                                |
| 2370 | Wesley Crusher opouští Akademii Hvězdné flotily a přidává se k osobě známé jako Cestovatel. | Konec cesty                                   |
| 2370 | Kapitán Jean-Luc Picard úspěšně absolvuje test lidskosti, který pro něj připravil Q a který v kapitánově nevědomosti probíhal od roku 2364, kdy se ujal velení Enterprise-D. | Všechno dobré...                              |
| 2370 | William Riker a Deanna Troi si v simulátoru spouští program čítající události předcházející vzniku Federace, kde figuruje kapitán Jonathan Archer s jeho posádkou lodě Enterprise (NX-01). | Toto jsou cesty…                              |
| 2371 | USS Voyager se vydává na svou první misi, při které má vystopovat loď makistů pod vedením Chakotaye, kde je nasazen Tuvok coby špión. Ještě před setkáním s makistickou lodí Voyager doplňuje zásoby a poslední členy posádky na stanici Deep Space Nine. Krátce po setkání jsou však obě lodě přetaženy cca 75 000 světelných let, hluboko do Delta kvadrantu. Kapitán Janewayová se rozhodne pro ochranu tamních obyvatel zničit jedinou možnost okamžitého návratu a spolu s posádkou makistů se Voyager vydává zpět přes celou Galaxii směrem k Zemi. | Ochránce                                      |
| 2371 | Posádka Voyageru objevuje v Delta kvadrantu mikro-červí díru, která kromě prostoru ohýbá i čas a tak sice navážou kontakt s Alfa kvandratem, ale pouze do roku 2351. Romulanský vědec navíc zemře dříve, než by v současném roce mohl předat zprávu velení Flotily o tom, že Voyager nebyl zničen. | Uchem jehly                                   |
| 2371 | Worf je povýšen do hodnosti nadporučíka. | Star Trek: Generace                           |
| 2371 | USS Enterprise-D je zničena na orbitě planety Veridian III. Při nouzovém přistání přežili všichni členové posádky. | Star Trek: Generace                           |
| 2371 | Kapitán James T. Kirk, který byl od roku 2293 považován za mrtvého, opouští s kapitánem Picardem entitu Nexus, aby společně zabránili Dr. Soranovi ve zničení veridanské sluneční soustavy. | Star Trek: Generace                           |
| 2371 | Benjamin Sisko je povýšen do hodnosti kapitána. | Vnitřní nepřítel                              |
| 2371 | Posádka USS Voyager objevuje v Delta kvadrantu planetu s unesenými lidmi ze Země roku 1937. Po svém probuzení se sami rozhodli zůstat na planetě a založit kolonii. | Sedmatřicátníci                               |
| 2372 | USS Voyager objevuje nový druh dilithia, které umožňuje raketoplánu dosáhnout warpu 10, ale rovněž je zjištěno, že pohyb touto transwarpovou rychlostí má negativní vliv na DNA. | Překročit práh                                |
| 2372 | Chybou transportního zařízení se z Tuvoka a Neelixe stane jedna bytost Tuvix. Později je Tuvix proti své vůli opět rozdělen na původní osoby. | Tuvix                                         |
| 2372 | Z pozemského doku San Francisco je hvězdného data 49827.5 vypuštěna USS Enterprise (NCC-1701-E). Velitelem je jmenován kapitán Picard. | Star Trek: První kontakt                      |
| 2372 | Jako trest za zabití měňavce je Odo ostatními měňavci proměněn na pevného. | Přerušený článek                              |
| 2372 | Voyager je obsazen Kazony, kterým pomohla Seska. | Základy                                       |
| 2373 | USS Voyager je získán zpět do rukou původní posádky přičiněním Toma Parise a skupinou Talaxianů. Seska je při této operaci zabita. | Základy                                       |
| 2373 | USS Defiant je transportován zpět do 23. století, kde chce Benjamin Sisko s posádkou zabránit zabití kapitána Kirka na palubě USS Enterprise, která v té době podstupuje akci při ochraně kvadrožitovce na stanici K7 proti tehdejším Klingonům. | Další trable s tribbly                        |
| 2373 | USS Voyager je při konfliktu s plavidlem Federace 29. století přesunut do roku 1996. Záhy se loď i s posádkou vrací zpět, avšak Doktor si z této cesty časem přináší mobilní emitér, který mu umožňuje opustit prostory ošetřovny a volně se pohybovat. | Konec budoucnosti                             |
| 2373 | Je ukončena občanská válka bytostí Q | Jih proti Severu                              |
| 2373 | Hvězdná flotila zavádí nové uniformy, které kombinují černou a šedou barvu. Barva zařazení do funkce je použita pouze na tričku s límečkem. | Star Trek: První kontakt, Blouznění           |
| 2373 | Posádka lodi Voyager objevuje v Delta kvadrantu civilizaci Vothů, kteří původně pochází ze Země, již opustili před desítkami milionů let. Na Zemi žili jako dinosauři. | Vzdálený původ                                |
| 2373 | Dominion podepisuje smlouvu o neútočení s řadou ras, mezi nimi jsou Tholiané, Bajorané nebo Romulané. Pro Federaci začíná válka s Dominionem. | Volání do zbraně                              |
| 2373 | USS Voyager vstupuje v Delta kvadrantu na borgské území, kde podniká první kontakt s druhem 8472. Kapitán Kathryn Janewayová uzavírá úmluvu s Borgy, aby dostala Voyager přes jejich území a vyhnula se tak invazi z dimenze druhu 8472. | Škorpion                                      |
| 2374 | Voyager s pomocí Borgů zatlačuje druh 8472 zpět do tekutého prostoru. Borgové následně nehodlají dodržet dohodu a tak jsou z lodi vyhozeni do volného vesmíru, kromě Sedmé z devíti, kterou se kapitán Janewayová rozhodne odpojit od společenstva a zařadit zpět mezi lidskou společnost. | Škorpion                                      |
| 2374 | Kes nabývá nové psionické síly a ještě předtím, než se z ní stane nehmotná entita, odmrští Voyager o 9500 světelných let blíže k Zemi a tím loď i s posádkou dostane z borgského prostoru. | Dar                                           |
| 2374 | Klingonská říše a Spojená federace planet podnikají operaci „Návrat“ při které získávají zpět nadvládu nad stanicí Deep Space Nine. | Odvážnému štěstí přeje, Oběť andělů           |
| 2374 | USS Voyager je napaden krenimskými jednotkami. Následně je pod neustálými útoky nepřátelských jednotek při kterých přichází o většinu svých funkcí. Na pokraji funkčnosti jej opouští celá posádka, až na kapitána Janewayovou, která Voyager namíří na Annoraxovu hlavní loď a obě plavidla jsou zničena. | Rok pekla                                     |
| 2374 | Worf si bere za ženu Jadzii Dax při tradičním klingonském obřadu. | Jste srdečně zváni                            |
| 2374 | Dominion napadá a začíná obsazovat planetu Betazed. | Za svitu luny                                 |
| 2374 | Romulanské impérium se připojuje k Federaci a Klingonské říši v boji proti Dominionu poté, co objevují diskutabilní, ale dostatečný důkaz, že Dominion plánoval porušení úmluvy o neútočení. Ve skutečnosti byl tento důkazní materiál uměle vytvořen pod vedením kapitána Siska za pomoci Garaka. | Za svitu luny                                 |
| 2374 | Sedmé z devíti se daří na krátkou chvíli stabilizovat molekuly Omega. | Směrnice Omega                                |
| 2374 | Spojené síly Federace, Klingonů a Romulanů podnikají úspěšnou invazi do systému Chin'toka. | Slzy Proroků                                  |
| 2374 | Gul Dukat zabíjí Jadzii Dax. | Slzy Proroků                                  |
| 2374 | Reginald Barclay opouští Enterprise-E a cestuje do San Francisca, kde později pracuje na projektu Pathfinder, který má umožnit ztracenému Voyageru rychlejší návrat do Alfa kvadrantu. | Projekt Pathfinder                            |
| 2375 | Ezri Tigan se stává novým hostitelem symbionta Daxe, který byl vyjmut z těla Jadzie. | Tvář v písku                                  |
| 2375 | Posádka lodi Voyager sama navrhuje a následně i konstruuje Deltaplán. | Extrémní riziko                               |
| 2375 | Druh 8472 vytváří v Delta kvadrantu přesnou kopii Akademie Hvězdné flotily jako přípravu pro invazi. Voyager tento výcvikový tábor objevuje a nakonec se jim daří přesvědčit 8472, že lidé nejsou pro ně hrozbou. | Z masa a kostí                                |
| 2375 | Stárnoucí klingonská legenda Kor je pro posměch ostatním Klingonům, protože nezahynul v boji jako správný válečník. Proto se ve válce proti Dominionu rozhodne nahradit Worfa v sebevražedné misi, pomůže ostatním spolubojovníkům uprchnout a sám je zabit. | A znovu do té průrvy                          |
| 2375 | USS Voyager je zničen při pokusu o zrychlení cestování k domovu. Z celé posádky přežívají pouze Harry Kim a Chakotay, kteří cestovali před Voyagerem v Deltaplánu. | Proti času                                    |
| 2375 | Komandér William Riker a poradkyně Troi obnovují svůj vztah. | Star Trek: Vzpoura                            |
| 2375 | Gul Dukat je chirurgicky předělán na Bajorana. | Polostín                                      |
| 2375 | Breenské jednotky útočí na Zemi a působí rozsáhlé škody. | Proměnlivá tvář zla                           |
| 2375 | Při střetu s Breeny je zničen USS Defiant. Stanice Deep Space Nine dostává přidělen novou loď USS Sao Paulo. Kapitán Sisko dostává rovněž oprávnění přejmenovat tuto loď na Defiant. | Proměnlivá tvář zla, Váleční psi              |
| 2375 | Dominion je přinucen kapitulovat ve válce se spojenými sílami Federace, Klingonů, Romulanů a odbojem Cardassianů. Odo se následně rozhodne připojit zpět k Velkému článku jeho rasy, protože jenom on může svými protilátkami od Dr. Bashira všechny vyléčit. Miles O'Brien s rodinou opouští Deep Space Nine a stěhují se na Zemi, kde začíná pracovat jako učitel v oboru inženýrství. Elim Garak se poprvé oficiálně může vrátit zpět domů, protože s válkou skončilo i jeho vyhnanství.                                                               | Co po sobě zanecháš                           |
| 2375 | Kapitán Benjamin Sisko je považován za ztraceného a následně i za mrtvého, když se nevrátil z jeskyní na Bajoru. Sisko se později zjeví své ženě Kasidy a synovi a sdělí, že je spolu s Proroky v jejich Nebeském chrámu. | Co po sobě zanecháš                           |
| 2376 | Voyager potkává v Delta kvadrantu USS Equinox, další loď Hvězdné flotily. Záhy však zjišťuje, že posádka se již delší dobu neřídí základní směrnicí a krátce poté je Equinox zničen tvory, jež používal pro vylepšení svého pohonu. | Equinox                                       |
| 2376 | Po pěti letech se daří projektem Pathfinder navázat kontakt základny Federace s Voyagerem. Hlavní zásluhu nese Reginald Barclay, který musel jednat i proti příkazům nadřízeným, než se mu podařilo kontakt navázat. | Projekt Pathfinder                            |
| 2376 | Posádka Voyageru zachraňuje skupinku dětí (Icheb, Mezoti, Azan a Rebi), které byly samy na borgské krychli a neměly úplně dokončený proces asimilace. | není                                          |
| 2376 | Předpokládá se, že tento rok došly městu Ocampů veškeré zásoby a zdroje, které jim poskytoval Ochránce, než zemřel. | Ochránce                                      |
| 2377 | Tom Paris se oženil s B'Elannou Torresovou. | Mezihvězdná rallye                            |
| 2377 | Kapitán Janewayová a první důstojník Chakotay umírají. | Roztříštěný v čase                            |
| 2377 | Skupina Klingonů, kteří opustili Qo'noS ve 23. století, se setkávají s Voyagerem a nenarozené dítě Torresové považují za jejich Kuvah'magh, která má spasit jejich lid. Nakonec opravdu dítě svým DNA pomůže k odstranění nemoci, kterou se klingonská posádka nakazila. | Proroctví                                     |
| 2378 | Mezi základnou na Zemi a lodí USS Voyager se daří navázat opakovaně spojení v on-line režimu. | Autor, autor                                  |
| 2378 | Posádka lodi Voyager objevuje pozemskou sondu Friendship 1, která zapříčinila zkázu civilizace, která jí objevila, ačkoliv šlo o mírovou sondu nesoucí informace ke sestrojení warp pohonu. | Friendship jedna                              |
| 2378 | Na palubě Voyageru se narodila Miral Parris, dcera B'Elanny a Toma Parise. | Dohra                                         |
| 2378 | USS Voyager se skrze transwarp tunely Borgů a za pomoci Kathryn Janewayové z budoucnosti dostává do Alfa kvadrantu nedaleko Země. Zpět na základnu jí doprovází flotila lodí Federace. | Dohra                                         |
| 2379 | Kathryn Janewayová je v tomto roce již viceadmirál. | Star Trek: Nemesis                            |
| 2379 | William Riker si bere za ženu Deanu Troi. Část obřadu se odehrává na Zemi a druhá polovina je plánovaná na Betazedu. Ta je však odložena, když je USS Enterprise-E odvolána na Romulus. | Star Trek: Nemesis                            |
| 2379 | Dat je při akci u Romulu zničen, ale stihl předtím nahrát veškeré své data do nově objeveného androida Soongova typu B-4. | Star Trek: Nemesis                            |
| 2379 | Kapitán Picard pomůže Romulanskému impériu v potlačení moci a zabití samotného prétora Shinzona. Díky tomu Federace získává vyhlídky na novou éru, kdy by mohl mezi oběma mocnostmi zavládnout mír. | Star Trek: Nemesis                            |
| 2379 | William Riker je povýšen do hodnosti kapitána a dostává velení lodi USS Titan. S sebou si z Enterprise-E odvádí poradkyni Troi. | Star Trek: Nemesis                            |
| 2380 | Hvězdná flotila oficiálně ukončuje pátrání po lodi Voyager. | Proti času                                    |
| 2387 | Planeta Romulus je zničena nepředpokládaným vlivem supernovy i přes snahu velvyslance Spocka o záchranu. Jeho loď je vtažena do vzniklé červí díry, která jej přenese do roku 2258. | Star Trek                                     |
| 2394 | USS Voyager se vrací na Zemi po 23 letech cesty z Delta kvadrantu. Ve stejný rok umírá Chakotay. | Dohra                                         |

### 25. století
- 2400: Harry Kim je povýšen do hodnosti kapitána a velí lodi USS Rhode Island. (Dohra)
- 2410: Entita Nexus se opět bude pohybovat po prostoru Federace. (Star Trek: Generace)
- 2472: Podle Q budou tento rok již lidé obývat i Delta kvadrant. (Přání zemřít)
- Worf je zabit na půdě Klingonské vysoké rady. (Prvorozený)
- Morn přebírá od Quarka jeho bar a přejmenovává ho na Mornův bar. (Vzácná návštěva)

### 26. století
- Z Federace se stává stále mocnější entita čítající také rasy jako Klingoni nebo Xindové. (Azati Jedna)

### 27. století
- Vědec Kal Dano vytvořil zařízení Tox Uthat, které může pohltit celou termonukleární fúzi hvězdy. Z obav možného zneužití jej pošle do 22. století na Risu. Později se dvojice vorgonských kriminálníků vydává na Risu zařízení najít. (Kapitánova dovolená)

### 28. století
- Z tohoto století pochází záhadná postava napomáhající Sulibanům ve 22. století. (Rázová vlna)

### 29. století
- Z této doby pochází časové lodě Federace USS Aeon a USS Relativity. (Konec budoucnosti, Relativita)

### 30. století
- 2954: V sektoru Kavis Alpha exploduje neutronová hvězda. (Evoluce)

## Následující budoucnost

### 31. století
- V tomto století se narodil časový agent Federace Daniels. (Rázová vlna)
- V Delta kvadrantu objevuje kyriánský historik Quarren kopii hologramu Doktora z USS Voyageru. Když jej aktivuje, Doktor mu pomáhá upřesnit historii a působení posádky Voyageru v ní. Mnoho let poté se vydává sám směrem do Alfa kvadrantu, aby zjistil, co se stalo s posádkou Voyageru a jestli dorazili domů. (Živý svědek)
- V tomto století se krátce objevuje i kapitán Jonathan Archer s agentem Danielsem, který jej přivedl do alternativního času budoucnosti, kdy nikdy neexistovala Spojená federace planet. (Rázová vlna)

### 123. století
- Úroveň radiace v galaxii Andromeda dosahuje hodnot neslučitelných s životem Kelvanů. (Byť zvána jinak)

### za 500 000 let
- Androidi, které zneužíval Harry Mudd, přestanou fungovat. (Já, Mudd)

### za 60–70 bilionů let
- Podle předpovědi Jacka, geneticky upraveného člověka, zkolabuje v této době vesmír. (Kukla)